# Christmas: A Ghostly Gathering
Christmas: A Ghostly Gathering är ett album av Midnight Syndicate från 2015. Det är gruppens första julalbum. Låtarna är baserade på redan klassiska julmelodier som framförs i en mörkare och gotisk stil.

## Låtlista
1. Christmas Overture (2:18)
2. Dance Of The Sugar Plum Fairy (3:38)
3. Carol Of The Bells (2:54)
4. Night Of The Crampus (3:51)
5. Angels We Have Heard On High (3:40)
6. Greensleeves (3:12)
7. Up On The Housetop (2:38)
8. God Rest Ye Merry, Gentlemen (4:00)
9. Coventry Carol (2:34)
10. Little Helpers (2:15)
11. Sing We Now Of Christmas (3:04)
12. Winter Storm (3:14)
13. Into the Stillness (1:46)
14. The Parade of The Tin Soldiers (3:47)
15. Everywhere, Everywhere, Christmas Tonight (1:47)
16. Christmas at Midnight (3:33) (bonusspår)

### Fotnoter
1. ↑  ”Postcard from a Painted Lady”. Ginza musik. 16 mars 2015. Arkiverad från originalet den 22 december 2015. https://web.archive.org/web/20151222162351/http://www.ginza.se/product/danielsson-kikki/postcard-from-a-painted-lady/31305/. Läst 21 december 2015.
2. ↑  ”Christmas: A Ghostly Gathering” (på engelska). Discogs. 16 mars 2015. http://www.discogs.com/Midnight-Syndicate-Christmas-A-Ghostly-Gathering/release/7635461. Läst 21 december 2015.